# ایگور سون
ایگور سون (انگلیسی: Igor Son؛ زادهٔ ۱۶ نوامبر ۱۹۹۸) ورزشکار وزنه‌برداری اهل قزاقستان است.
وی در مسابقات کشوری و بین‌المللی در مجموع برندهٔ ۱ مدال نقره، ۱ مدال برنز شده‌است.